# Гришин, Алексей Юрьевич
Алексе́й Ю́рьевич Гри́шин (род. 24 июля 1974, Ташкент, Узбекская ССР, СССР)  — российский актёр театра и кино.

## Биография
Алексей Гришин родился 24 июля 1974 года в столице Узбекской ССР — городе Ташкенте. Проживал с родителями в пригороде Ташкента (поселок САНИИФ). 
В 1998 году окончил актёрский факультет Школы-студии МХАТ в Москве (курс Олега Павловича Табакова).
C 1998 по 2006 годы служил в труппе Московского театра-студии под руководством Олега Табакова.
Сотрудничал с Московским драматическим театром на Малой Бронной.
С 2012 года — актёр Государственного академического театра имени Моссовета.
30 июля 2017 года пострадал при опрокидывании квадроцикла в деревне Луговая Пушкинского района Московской области. Актёр был госпитализирован, но позже отпущен на амбулаторное лечение, его попутчик погиб на месте.
Женат, воспитывает двоих детей.

## Творчество

### Роли в театре

#### Московский театр-студия под руководством Олега Табакова
- 1998 — «Ужин» по одноимённой пьесе Жана-Клода Брисвиля (постановка — Андрей Смирнов; премьера — 10 марта 1994 года) — Жан, слуга Талейрана[3]
- 1998 — «Старый квартал» по пьесе Теннесси Уильямса (режиссёр — Андрей Житинкин; премьера — 15 марта 1997 года) — фотограф / парень[4]
- 2001 — «Ещё Ван Гог…» (идея, композиция и режиссура — Валерий Фокин; сценарная разработка — Александр Бакши, Валерий Фокин; премьера — 19 марта 2001 года) — пациент[5]
- «Матросская тишина»

#### Московский драматический театр на Малой Бронной
- 2005 — «Мисс Жюли» по пьесе «Фрёкен Юлия» шведского драматурга Августа Стриндберга (режиссёр — Андрей Кончаловский) — Жан, лакей[6]

#### Государственный академический театр имени Моссовета
Алексей Гришин является актёром театра с 2012 года, а до этого играл в театре в качестве приглашённого артиста.
- 2004 — «Чайка» А. П. Чехова (постановка — Андрей Кончаловский) — Константин Гаврилович Треплев, сын Ирины Аркадиной
- 2009 — «Долгое путешествие в ночь» — Эдмунд Тайрон
- 2010 (по настоящее время) — «Полонез, или Вечер абсурда» по одноимённой пьесе Игоря Вацетиса (постановка — Сергей Юрский) — посетитель / Сэлинджер / Ираклий, ангел-хранитель Исидора[7]
- 2012 (по настоящее время) — «Три сестры» по одноимённой пьесе А. П. Чехова (постановка и сценография — Андрей Кончаловский) — Андрей Сергеевич Прозоров[8]
- 2015 (по настоящее время) — «Вишнёвый сад» по одноимённой пьесе А. П. Чехова (постановка и сценография — Андрей Кончаловский) — Леонид Андреевич Гаев, брат Раневской[9]

### Фильмография
- 2000 — Брат 2 — бортпроводник, эпизод «Мальчик, водочки нам принеси!»
- 2000 — Дальнобойщики (2-я серия «Химия и жизнь») — Босых, лейтенант, сотрудник МЧС
- 2000 — Ландыш серебристый — пьяный парень
- 2002 — Следствие ведут ЗнаТоКи. Пуд золота — Алексей
- 2002 — Страсти по Бумбарашу — эпизод
- 2003 — Сыщики 2 — племянник Тихона
- 2004 — Русское лекарство — «Маугли»
- 2005 — Есенин — Осип Мандельштам
- 2005 — Миф об идеальном мужчине — Пётр Мерцалов, младший брат
- 2005 — Самая красивая — друг Виктора
- 2005 — Свой человек — Валерий Романович Рябченко, директор издательства
- 2006 — Бесы — хроникёр (роль озвучил Денис Бургазлиев)
- 2006 — Дурдом — Макаров, доктор
- 2006 — Такси для ангела — Райнер, немец, переводчик
- 2006 — Тёмный инстинкт — Пётр, сын Марины от первого брака
- 2007 — Глянец — режиссёр
- 2007 — Дар Божий — Геннадий, анестезиолог
- 2007 — Иное (серия «Проклятие») — Денис
- 2007 — Консервы — Антон Чумаков
- 2007 — Любовь на острие ножа — Женя Мареев, журналист
- 2007 — Марш Турецкого 4 — Димон
- 2007 — Она сказала «Да» — Дима
- 2007 — Паутина — «Шнырь»
- 2007 — Последняя репродукция — Виктор, фотограф, друг Фёдора
- 2007 — У каждого своё кино (новелла «В темноте») — влюблённый с заднего ряда
- 2008 — Белый холст — Ник
- 2008 — Десантный батя — Александр Меркулов, сын командующего ВДВ
- 2008 — Жестокий бизнес — Алихан Ходжаев
- 2008 — Месть — Николай Сергеевич, тренер
- 2008 — Платон — олигарх
- 2008 — Хиромант 2 — Герман Витальевич Забелин, начальник охраны Кулика
- 2009 — Отблески — Андрей Васильевич Сухарев, подполковник
- 2009 — Пират и пиратка — Александр, бывший муж Ольги
- 2009 — Сорок третий номер — Николай
- 2009 — Телохранитель 2 — Лирой
- 2010 — «Алиби» на двоих — Артём Сергеевич Гузин, старший оперуполномоченный, подполковник
- 2010 — Банды — Олег Геннадьевич Пыряев, главарь банды
- 2010 — Демоны — Сергей, служащий ФСБ
- 2010 — Дом образцового содержания — Арам Ашотович Саакянц, архитектор
- 2010 — Единственный мужчина — Олег Петрович Ветров
- 2010 — Последняя минута — Ян / Костя
- 2011 — Время для двоих — Леонид, жених Алёны
- 2011 — Знахарь 2. Охота без правил — Марк Анатольевич Левин
- 2011 — Три дня лейтенанта Кравцова — командир полка
- 2011 — Дикий 3 — Валерий
- 2012 — Метод Фрейда — Виктор Иванович Перницкий, заместитель начальника следственного отдела
- 2012 — Настоящая любовь — Игорь Валентинович, адвокат, компаньон Андрея Лабутина
- 2012 — Новогодняя жена — Сергей
- 2012 — Отстегните ремни — Александр, партнёр по бизнесу Максима Аганова
- 2012 — С Новым годом, мамы! (новелла «Дочки-матери») — Сергей Игоревич, директор автосалона, начальник Виктории
- 2013 — ОСА — Алексей Алексеевич Зотов, глава Управления особой следственной аналитики (ОСА), генерал-майор
- 2014 — Учителя — Марк Разумный (Марик), продюсер
- 2014 — Мама-детектив (серия № 3) — Олег Борисович Свиблов, гроссмейстер, чемпион России по шахматам
- 2015 — Метод Фрейда 2 — Виктор Иванович Перницкий, заместитель начальника следственного отдела
- 2015 — Приличные люди — Павел, бандит
- 2015 — Мафия. Игра на выживание — «Кривой», заключённый
- 2015 — Снег и пепел — Павел Безгин, ефрейтор
- 2015—2016 — Семейный бизнес — «Фикса», теневой предприниматель, местный авторитет и деловой партнёр Ильи Пономарёва
- 2016 — Крыша мира — Семён Аркадьевич Тетерин, начальник
- 2016 — Восьмидесятые (с 93-й серии) — Денис Алексеевич Могилёв, ректор Московского технико-экономического института, преподаватель экономики стран соцлагеря
- 2016 — Ищейка — Игорь Петрович Щапов, психолог
- 2016 — Пятница — Андреас
- 2016 — Куба — Сергей Петрович Маловичко, генеральный директор компании «Стройинвест»
- 2017 — Налёт — Левицкий, начальник службы безопасности Калужного
- 2017 — Шуберт — Николай Григорьевич Власов, генерал-лейтенант ФСБ, начальник антитеррористического отдела
- 2017 — Ноль — Антон Соловьёв («Соловейчик»), криминальный бизнесмен
- 2018 — Пять лет спустя — Виктор
- 2018 ― Молодёжка ― Виктор Петрович
- 2019 — 90-е. Весело и громко — Максим Игоревич Литвиненко, музыкальный продюсер, композитор
- 2019 — Коп — Виктор Алексеевич Меркулов
- 2019 — Свадьбы и разводы — Павел Мышкин
- 2019 — Психологини-2 — Руслан
- 2019 — Галка и Гамаюн — хирург
- 2019 — Кухня. Война за отель — Юрий Борисович Михайлов, глава курорта «Красная Поляна» из Москвы
- 2019 — Безсоновъ — Пётр Романович Щукин, чиновник сыскной полиции
- 2020 — Жди меня — Рост
- 2020 — Надежда — Борис, банкир
- 2020 — Неадекватные люди 2 ― Босс
- 2020 — Водоворот — Павел Войцек
- 2020 — Приставы
- 2020 — Немцы (Фатерланд) ― Игорь Закс, застройщик
- 2020 — Игра на выживание — Леонид
- 2022 — Акула — Григорий Шаповалов («Шульц»), криминальный бизнесмен
- 2022 — Сны — Дягтерёв
- 2023 — Фишер — Чернышов, главврач
- 2023 — Вызов — Геннадий Симонов, заместитель руководителя полёта
- 2023 — Ухожу красиво — Аксен
- 2023 — Жизнь по вызову (второй сезон) — капитан Семенов
- 2024 — Жизнь по вызову (третий сезон) — капитан Семенов

## Признание и награды
- 2009 — лауреат VII Международного театрального форума «Золотой Витязь» в номинации «Театр — малая форма» (диплом «За лучшую мужскую роль второго плана») — за роль Эдмунда Тайрона в спектакле «Долгое путешествие в ночь» на сцене Государственного академического театра имени Моссовета[10].